# بافل ترينيخين
بافل ترينيخين (بالروسية: Тренихин, Павел Александрович) مواليد 24 مارس 1986 في سيروف، روسيا، هو عداء روسي متخصص في الجري السريع. شارك في دورة الألعاب الأولمبية.

## الميداليات
| الميدالية | المسابقة                                    |
| --------- | ------------------------------------------- |
| ذهبية     | بطولة أوروبا لألعاب القوى 2010              |
| فضية      | بطولة أوروبا لألعاب القوى داخل الصالات 2013 |
| برونزية   | بطولة أوروبا لألعاب القوى داخل الصالات 2013 |

## روابط خارجية
- بافل ترينيخين على موقع الاتحاد الدولي لألعاب القوى (الإنجليزية)
- بافل ترينيخين على موقع أوليمبيديا (الإنجليزية)